# Джонс, Майк (футбольный судья)
Майкл Дж. Джонс (англ. Michael J. Jones; родился 18 апреля 1968, Честер, графство Чешир) — английский футбольный арбитр. Обслуживал матчи Премьер-лиги.

## Карьера
Джонс был включён в список судей, обслуживающих матчи Футбольной лиги, в 1997 году. Первый матч, который он отсудил, прошёл 9 августа 1997 года: это была встреча между клубами «Мансфилд Таун» и «Халл Сити».
В 2007 году Джонс отсудил два финала на лондонском «Уэмбли»: финал плей-офф Второй Футбольной лиги между «Бристоль Роверс» и «Шрусбери Таун» и финал Трофея Футбольной лиги между «Стивенидж Боро» и «Йорк Сити».
В 2008 году был включён в «избранную группу судей». 30 августа 2008 года отсудил свой первый матч в Премьер-лиге. Это была встреча между «Халлом» и «Уиганом».
17 октября 2009 года Джонс обслуживал матч между «Сандерлендом» и «Ливерпулем». Победу в матче одержали «чёрные коты» со счётом 1:0. Даррен Бент нанёс удар по воротам «Ливерпуля», но футбольный снаряд угодил в брошенный с трибун пляжный мяч и рикошетом от него залетел в ворота Пепе Рейны. Арбитр засчитал гол, хотя это противоречило правилам. Примечательно, что пляжный мяч бросили с трибун болельщики «Ливерпуля». Эпизод с этим комичным голом набрал большую популярность благодаря сервису YouTube.
Завершил карьеру в 2018 году.

## Статистика
| Сезон   | Матчи | Всего | за игру | Всего | за игру |
| ------- | ----- | ----- | ------- | ----- | ------- |
| 1997/98 | 29    | 68    | 2,34    | 2     | 0,07    |
| 1998/99 | 33    | 82    | 2,48    | 4     | 0,12    |
| 1999/00 | 38    | 82    | 2,16    | 5     | 0,13    |
| 2000/01 | 34    | 68    | 2,00    | 10    | 0,29    |
| 2001/02 | 36    | 111   | 3,08    | 9     | 0,25    |
| 2002/03 | 30    | 76    | 2,53    | 3     | 0,10    |
| 2003/04 | 33    | 103   | 3,12    | 8     | 0,24    |
| 2004/05 | 37    | 88    | 2,38    | 7     | 0,19    |
| 2005/06 | 39    | 109   | 2,79    | 5     | 0,13    |
| 2006/07 | 41    | 160   | 3,90    | 12    | 0,29    |
| 2007/08 | 45    | 134   | 2,98    | 7     | 0,15    |
| 2008/09 | 38    | 110   | 2,89    | 6     | 0,16    |
| 2009/10 | 33    | 110   | 3,33    | 5     | 0,15    |
| 2010/11 | 35    | 119   | 3,40    | 6     | 0,17    |